# Mataiva (atolón)
Mataiva es un atolón de las Tuamotu, en la Polinesia Francesa. Administrativamente es una comuna asociada a la comuna de Rangiroa. Está situado en el extremo noroeste del archipiélago, a 18 km al noroeste de Tikehau, y 80 km al noroeste de Rangiroa.

## Geografía
El atolón tiene una forma ovalada de 10 km de largo y 5,3 km de ancho. La laguna es poco profunda y muy rica en fosfatos. En el centro de la laguna hay un monolito de basalto negro. La corona de escollos tiene nueve canales entre el océano y la laguna. El nombre Mataiva significa «nueve ojos», y muchas veces se escribe incorrectamente como Matahiva. A ambos lados del paso principal está la villa de Pahua unida por un puente de 120 metros de largo. El clima es húmedo y tropical, con una temperatura entre 24 y 30 °C, y una precipitación media anual de 2500 mm.

## Historia
Fue descubierto por Fabian von Bellingshausenen 1820, que lo llamó Lazareff. El atolón era visitado esporádicamente desde los vecinos Tikehau y Rangiroa para recolectar copra y tortugas marinas. Desde el 1945 está habitado permanentemente, con una población de 227 habitantes en el censo del 1996.

## Galería

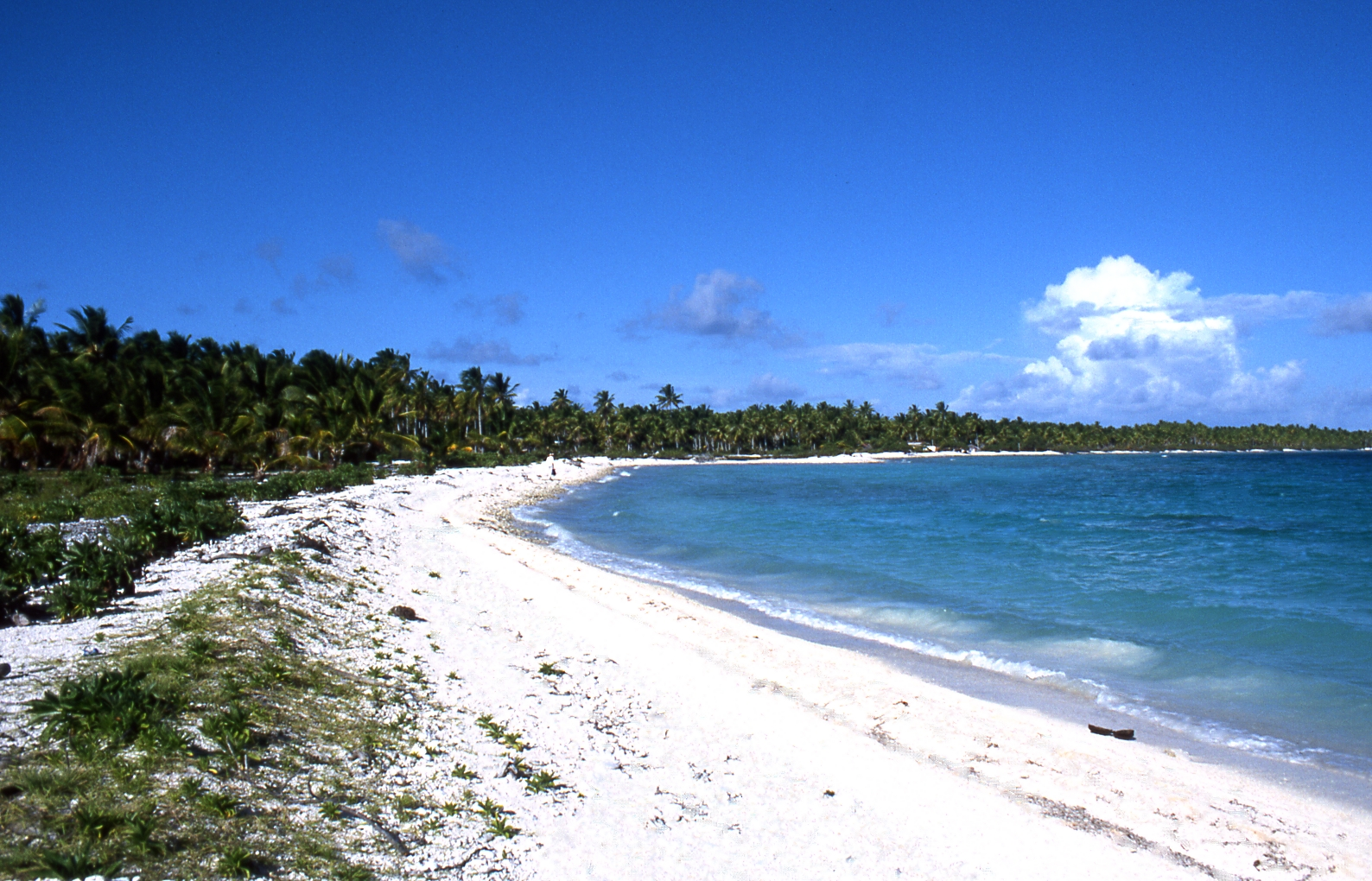
Playa.
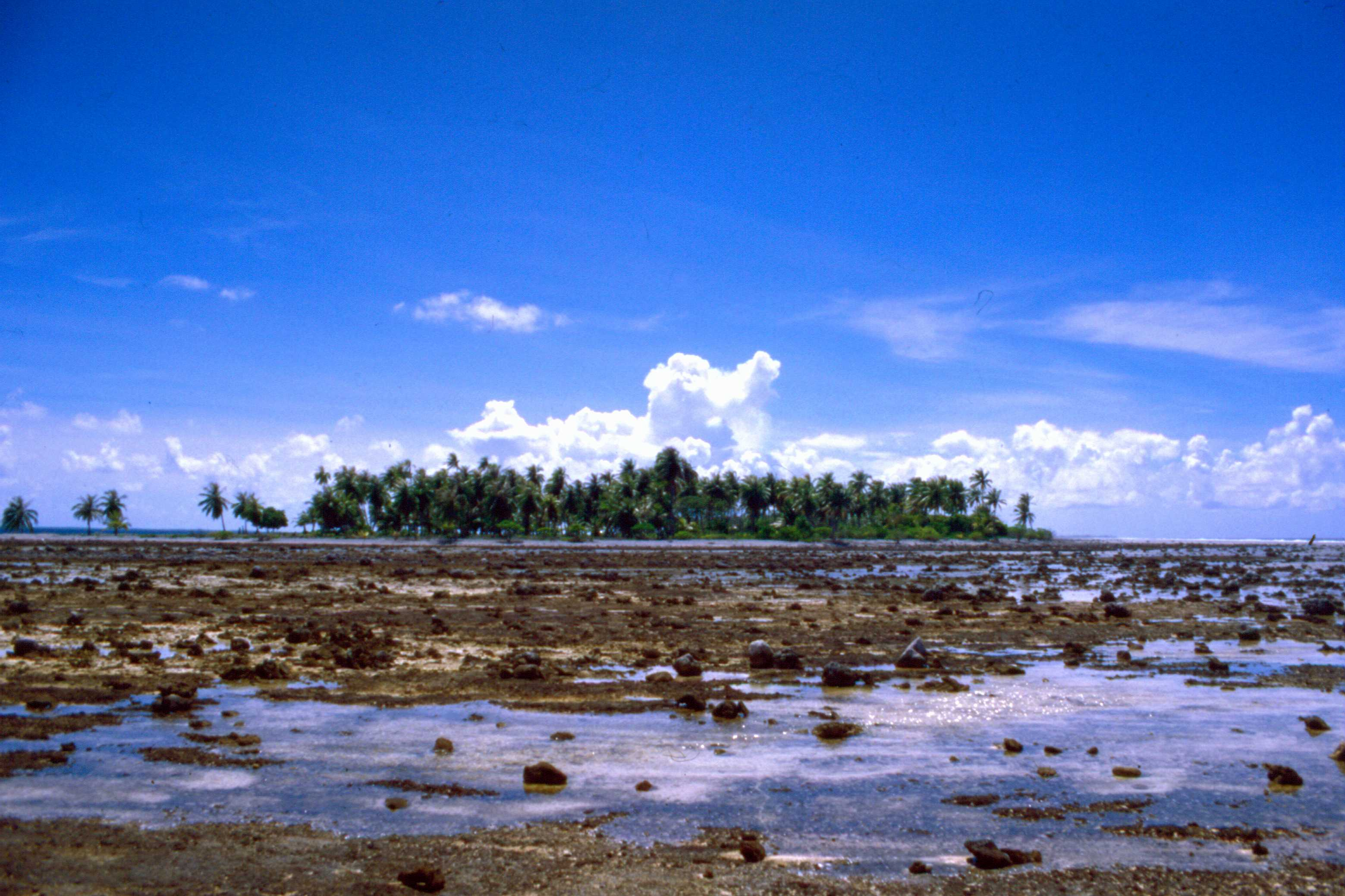
'Motu'
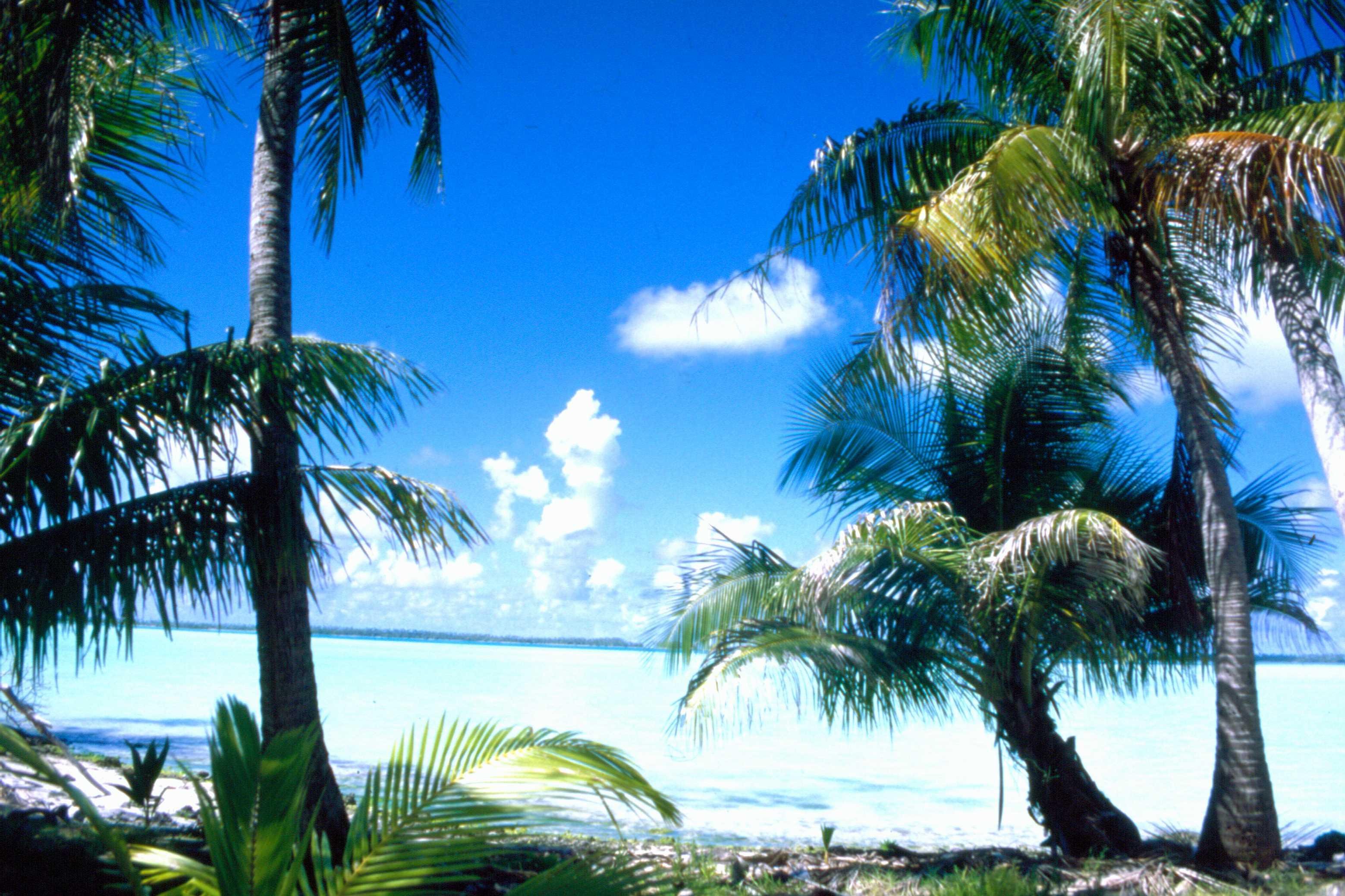
Laguna